# Defensa y Justicia
Club Social y Deportivo Defensa y Justicia – argentyński klub piłkarski z siedzibą w dzielnicy Florencio Varela w mieście Buenos Aires.

## Osiągnięcia
- Primera Division : 2014
- Primera B Metropolitana: 1997 (Clausura)
- Primera División C: 1985
- Primera División D: 1982

## Historia
Pomimo że klub założony został wcześnie (20 marca 1935), dopiero w roku 1977 opuścił poziom rozgrywek regionalnych awansując do Primera D Metropolitana, a wkrótce potem, w roku 1982 do Primera C Metropolitana. Już w roku 1985 uzyskał awans do Primera B Metropolitana, by w następnym sezonie awansować do drugiej ligi Primera B Nacional Argentina. 17 maja 2014 klub awansował do Primera Division.

### Zawodnicy
- Ricardo Villa

## Stadion
Swoje mecze domowe klub rozgrywa na stadionie Estadio Norberto "Tito" Tomaghello mogącym pomieścić około 10000 widzów.